# Aristide Sartor
Aristide Sartor (Montebelluna, 28 luglio 1923 – 8 novembre 1979) è stato un canottiere italiano naturalizzato francese.

## Biografia
Nato nel 1923 in Italia, a Montebelluna, in provincia di Treviso, ed emigrato in seguito in Francia, è fratello di Ampelio Sartor, canottiere come lui.
A 24 anni ha partecipato ai Giochi olimpici di Londra 1948, nel due con, con il fratello Ampelio e il timoniere Roger Crezen, passando le batterie davanti alla Grecia con il tempo di 8'01"7, ma uscendo in semifinale contro la Danimarca, poi oro, in 8'14"9.